# Shigeru Mukai
Shigeru Mukai (jap. 向井 茂, Mukai Shigeru; * 8. Dezember 1953) ist ein japanischer Mathematiker, der sich mit Algebraischer Geometrie befasst.
Mukai studierte an der Universität Kyōto mit dem Abschluss 1978 und der Promotion 1982 (Duality between D(X) and D(X̂) with its application to Picard sheaves). Ab 1978 war er an der Universität Nagoya. 1981 war er am Institute for Advanced Study und 1982 am Max-Planck-Institut für Mathematik. 1984 wurde er Dozent an der Universität Nagoya, war 1988 Assistant Professor an der University of California, Los Angeles und ab 1990 Professor an der Universität Nagoya. 2001 wurde er Professor am Research Institute for Mathematical Sciences (RIMS) der Universität Kyoto.
1981 führte er eine der Fouriertransformation analoge Konstruktion in der algebraischen Geometrie ein (als Funktor zwischen derivierten Kategorien kohärenter Garben auf abelschen Varietäten und deren dualen Varietäten). Sie ist als Fourier-Mukai-Transformation bekannt.
Weiter forschte er über Vektorbündel auf K3-Flächen, dreidimensionale Fano-Varietäten, Theorie der Moduli, nichtkommutativer Brill-Noether-Theorie.
Er fand auch ein neues Gegenbeispiel zu Hilberts 14. Problem (ein erstes Gegenbeispiel fand 1959 Masayoshi Nagata).
1996 erhielt er den Herbstpreis der Japanischen Mathematischen Gesellschaft. 2002 war er Invited Speaker auf dem Internationalen Mathematikerkongress in Peking (Vector Bundles on a K3 Surface). 2003 erhielt er den Osaka-Wissenschaftspreis und 2000 den Chunichi-Kulturpreis.

## Schriften
- An introduction to invariants and moduli, Cambridge University Press 2003
- Theorie der moduli, 2 Bände, Iwanami Shoten 2008 (Japanisch)
- Duality between D(X) and D(X̂) with its application to Picard sheaves. In: Nagoya Mathematical Journal. Band 81, 1981, S. 153–175 (projecteuclid.org).